# Michel Pinseau

Hassan-II.-Moschee in Casablanca

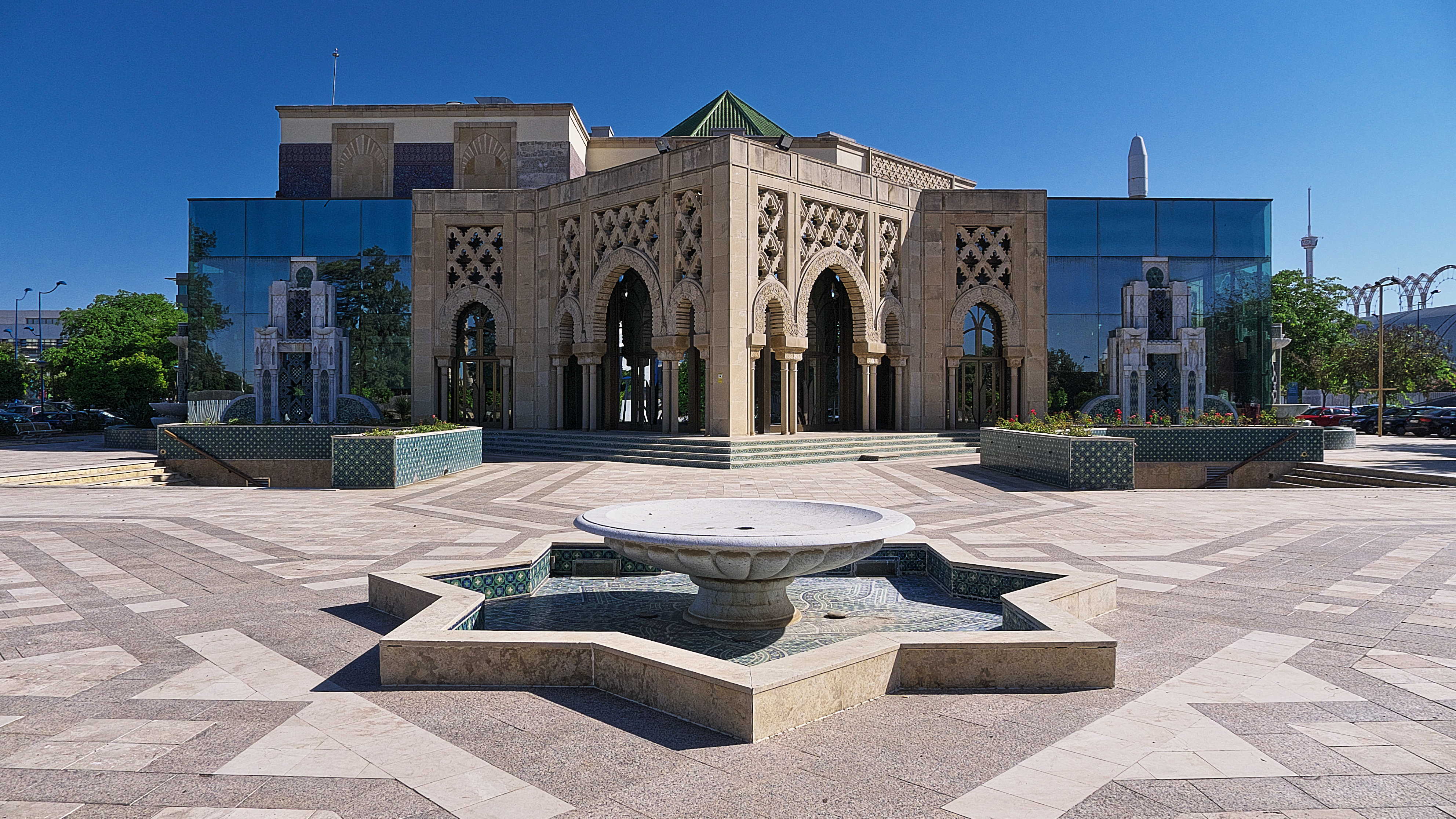
Marokkanischer Pavillon der Expo 92 in Sevilla

Michel Pinseau (* 8. Februar 1926 in Morez, Département Jura; † 15. September 1999 in Paris) war ein französischer Architekt, der international vor allem durch den Entwurf und den Bau der Hassan-II.-Moschee in Casablanca, Marokko, bekannt geworden ist.

## Leben
Michel Pinseau war der Sohn des Armeeoffiziers Xavier Eugène Pinseau und dessen Frau Aimée Marie Rose Ganeval. Nach seiner Schulausbildung studierte er an der École nationale supérieure des beaux-arts de Paris, wo er im Jahr 1956 sein Diplom erhielt. In den folgenden Jahren entwarf er einige Bauten auf den Champs-Élysées und in Tignes.
In den 1970er Jahren lernte er den marokkanischen König Hassan II. kennen, der ihm den Bau des Königspalastes in Agadir, der Universität von Ifrane sowie mehrerer Verwaltungsgebäude in Casablanca übertrug; außerdem beschäftigte er sich mit der Umgestaltung bzw. dem Neubau mehrerer Wohnquartiere in Fès, Meknès, Marrakesch, Agadir und Rabat. Im Jahr 1992 schuf er den marokkanischen Pavillon für die Expo 92 in Sevilla. Sein Hauptwerk ist jedoch die Planung und Ausführung der Hassan-II.-Moschee in den Jahren von ca. 1983 bis 1993. In der Endphase dieser Zeit verlor er jedoch das Vertrauen des Königs und kehrte nahezu mittellos nach Frankreich zurück, wo er wenige Monate nach seinem langjährigen Gönner im Jahr 1999 verstarb.